# آدا کاتز
آدا کاتز (انگلیسی: Ada Katz؛ زادهٔ ۳۰ مهٔ ۱۹۲۸) مدل اهل ایالات متحده آمریکا است.
وی همچنین برندهٔ جوایزی همچون برنامه فولبرایت شده‌است.

## تحصیلات
وی از دانش‌آموختگان سامانه دانشگاهی مریلند است.